# Węgielnik (staw)
Węgielnik – staw rybny, zlokalizowany na terenie gminy Zduny, w pobliżu osady Ostatni Grosz, w kompleksie leśnym Baszków-Rochy w obrębie Dąbrów Krotoszyńskich.
Zbiornik powstał w latach powojennych i posiada dobrze wykształconą roślinność szuwarową. Można tu spotkać kilkanaście gatunków ptaków, m.in. są to: łabędź niemy, perkozek, czernica, rybołów zwyczajny, bielik zwyczajny i błotniak stawowy. Staw, po spuszczeniu wód, służy jako miejsce wypoczynku i żerowania ptaków w czasie ich migracji, głównie zalatują tu sieweczkowate.
Do zbiornika prowadzi ścieżka dydaktyczna. Przy brzegu przebiega lokalna droga ze Zdun do Baszkowa (z parkingiem i wiatą).

## Przypisy

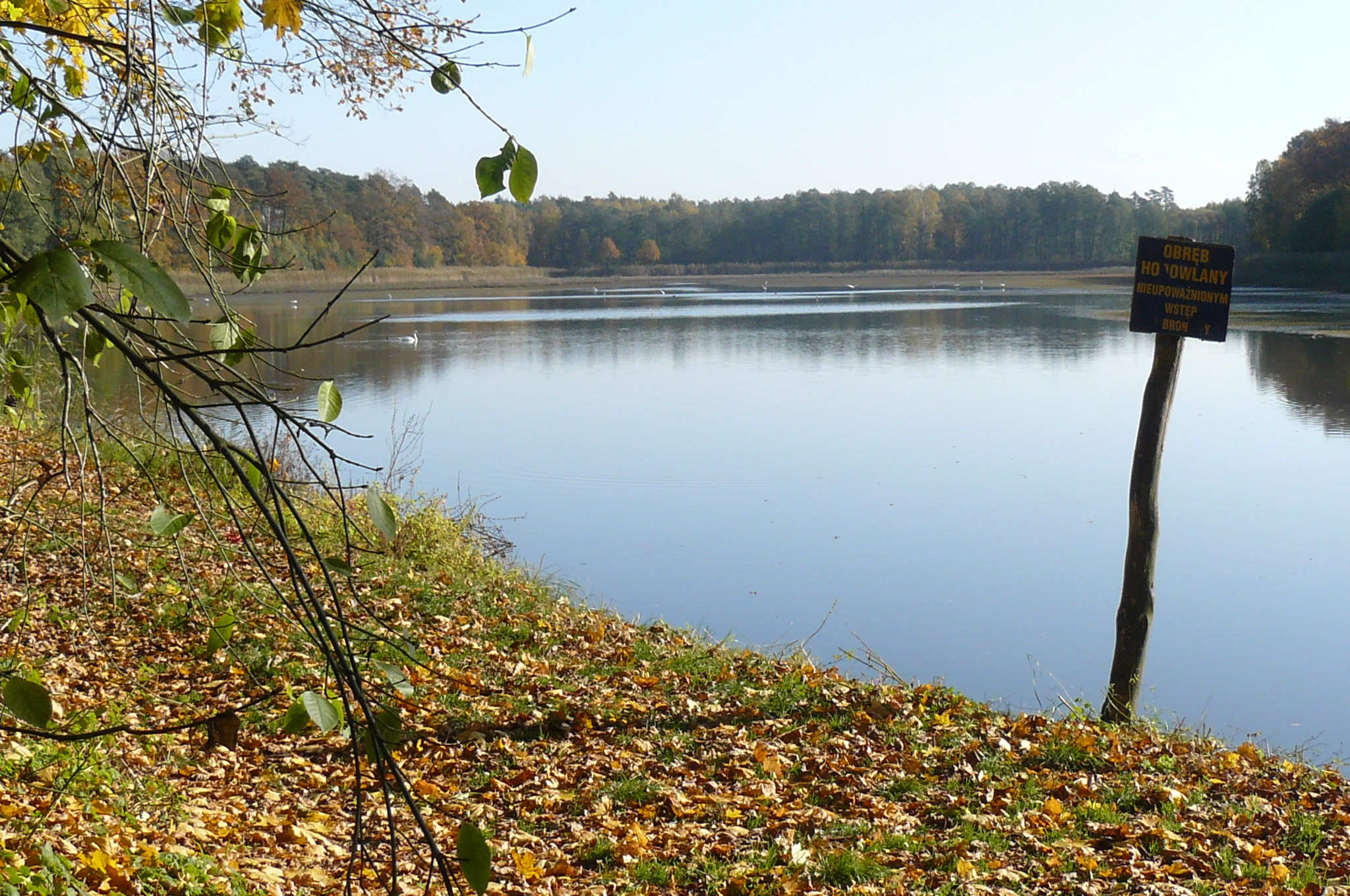
Widok jesienny